# مؤتمر حزبي

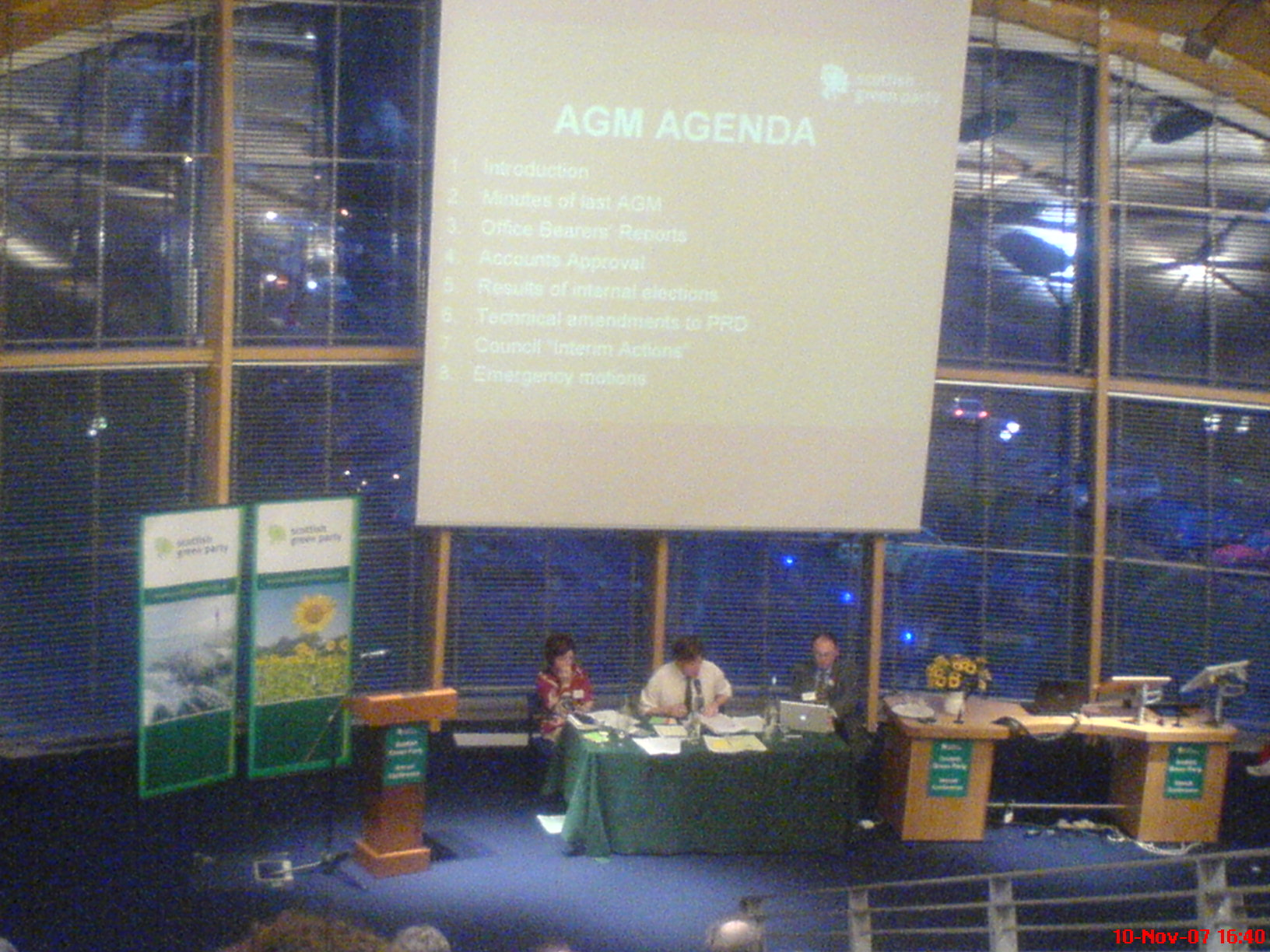

المؤتمر الحزبي اجتماع عام لحزب سياسي يحضره نواب يمثلون أعضاءه. وهو في معظم الأحزاب أعلى هيئة للتقرير وتهتم باختيار قادة الحزب أو قيادته وتخطيط سياسته ووضع منبره وأجندته.